# Hypertension pulmonaire thromboembolique chronique
L'hypertension pulmonaire thromboembolique chronique (HTP-TEC) est une complication rare de l'embolie pulmonaire aiguë. Il s'agit d'une maladie chronique causée par l'obstruction des vaisseaux sanguins acheminant le sang du coeur vers les poumons (les artères pulmonaires). Cette obstruction provoque une résistance accrue à l'écoulement du sang dans le réseau artériel pulmonaire, ce qui entraîne une élévation anormale de la pression artérielle pulmonaire (hypertension pulmonaire). Les embolies pulmonaires résultent de caillots sanguins qui proviennent généralement des veines profondes des membres inférieurs (thromboembolie) et se logent dans l'arbre artériel pulmonaire après avoir traversé le côté droit du cœur. Les caillots sanguins se dissolvent normalement en quelques jours à quelques semaines, mais des obstructions vasculaires chroniques peuvent persister chez certains patients du fait de la cicatrisation anormale des caillots qui évoluent en un tissu fibreux organisé cicatriciel, provoquant une gêne ou un arrêt de l’écoulement sanguin,. Les patients présentent des obstructions des artères pulmonaires lobaires, segmentaires ou sous-segmentaires associées à des degrés variés d’atteinte des petites artères pulmonaires de moins de 0,5 mm de diamètre (atteinte microvasculaire). Certains patients peuvent présenter des pressions artérielles pulmonaires normales ou quasi normales au repos malgré l’existence de symptômes à type d’essoufflement et de limitation à l’effort. Ces patients sont étiquetés comme ayant une maladie thromboembolique chronique pulmonaire sans hypertension pulmonaire.

## Physiopathologie
L’HTP-TEC est consécutive, d’une part, à l’obstruction chronique des artères pulmonaires par du tissu cicatriciel endovasculaire qui adhère à la paroi des vaisseaux et, d’autre part, au développement d’un remodelage des artérioles pulmonaires de moins de 0,5 mm de diamètre. Cette atteinte microvasculaire prédomine dans les territoires en aval des artères pulmonaires non obstruées,. Dans les zones du poumon en aval des artères obstruées, on peut également retrouver une atteinte microvasculaire. L’HTP-TEC se manifeste aussi par une hypervascularisation systémique avec des artères bronchiques anormalement développées, ce qui permet d’irriguer le poumon en aval des artères pulmonaires obstruées.

## Présentation clinique
La maladie thrombo-embolique chronique pulmonaire, avec ou sans hypertension pulmonaire, se caractérise par un essoufflement à l’effort inhabituel (dyspnée), une limitation à l’effort, ainsi que des signes d’insuffisance cardiaque droite dans les formes sévères (œdèmes des membres inférieurs, turgescence jugulaire). L’HTP-TEC peut également se manifester par des hémoptysies (crachats de sang frais). Ces signes et symptômes ne sont pas spécifiques à l’HTP-TEC.

## Épidémiologie
La prévalence de l’HTP-TEC dans la population générale est difficile à évaluer, mais il est très probable qu’elle soit largement sous-diagnostiquée en raison de signes et symptômes qui ne sont pas spécifiques. Les données issues des registres d’hypertension pulmonaire de toutes causes montrent que 20% des hypertendus pulmonaires sont atteints d’HTP-TEC et que la prévalence estimée par million d’habitants est de 19 au Japon et comprise entre 30 et 50 en Europe et aux États-Unis. Dans les deux premières années suivant une embolie pulmonaire aiguë, l’incidence cumulée de l’HTP-TEC est de 1 à 3%,,. Il est notable de 25 à 50% des HTP-TEC surviennent chez des patients n’ayant aucun antécédent connu d’embolie pulmonaire aiguë,,. C’est la raison pour laquelle il est recommandé d’éliminer la possibilité d’une HTP-TEC dans l’approche diagnostique des hypertensions pulmonaires.
Le dépistage systématique de l’HTP-TEC après une embolie pulmonaire aiguë n'est actuellement pas recommandé. C’est néanmoins un diagnostic à évoquer lorsqu’un essoufflement ou une limitation à l’effort inexpliquée persiste après 3 à 6 mois de traitement anticoagulant bien conduit pour embolie pulmonaire. L'âge médian des patients au moment du diagnostic est de 63 ans, cependant la fourchette d'âge est large (avec de très rares cas pédiatriques), et les deux sexes sont également touchés.
Certains facteurs de risque pour le développement d’une HTP-TEC ont été bien documentés (pacemaker, chambre implantable, splénectomie,).

## Diagnostic et importance du diagnostic précoce
Le diagnostic précoce demeure un défi dans l’HTP-TEC, avec un délai médian de 14 mois entre l'apparition des symptômes et le diagnostic. L'échocardiographie permet d’établir une probabilité forte, intermédiaire ou faible d’hypertension pulmonaire, mais un cathétérisme cardiaque droit est indispensable pour la confirmer.
Le diagnostic est basé sur les résultats obtenus après au moins 3 mois de traitement anticoagulant efficace afin de distinguer cette maladie de l’embolie pulmonaire aiguë.
Le diagnostic d’HTP-TEC est retenu devant: 
1. Une hypertension pulmonaire pré-capillaire mesurée par cathétérisme cardiaque droit montrant une pression artérielle pulmonaire moyenne > 20 mmHg avec des résistances vasculaires pulmonaires ≥ 3 unités Wood, sans élévation de la pression artérielle pulmonaire d’occlusion ≤15 mmHg[11].
2. Des défauts segmentaires de perfusion à la scintigraphie pulmonaire de ventilation/perfusion, corroborés par des signes radiologiques spécifiques à l’angioscanner pulmonaire et/ou à l’angiographie pulmonaire conventionnelle[2],[12].

L’approche diagnostique de l’HTP-TEC suit plusieurs étapes, par analogie à la démarche diagnostique à suivre devant toute forme d’hypertension pulmonaire (Figure 1).

## Traitement
La prise en charge des patients atteints d’HTP-TEC est complexe et doit être gérée par des équipes multidisciplinaires au sein de centres experts. Ces équipes sont composées de pneumologues, cardiologues, radiologues, spécialistes en radiologie interventionnelle, et chirurgiens cardiothoraciques et vasculaires, afin d’offrir la meilleure option thérapeutique au patient, selon une approche individualisée évaluant les paramètres cliniques, biologiques, hémodynamiques et radiologiques.
Le traitement anticoagulant est la base du traitement médical, avec l’objectif de réduire le risque de récidive de maladie thromboembolique veineuse. Il est donc primordial qu’un patient soit sous traitement anticoagulant aussitôt le diagnostic retenu, à poursuivre à vie. Le traitement de référence demeure actuellement les antivitamines K, cependant les anticoagulants oraux directs tendent à les remplacer en raison d’une efficacité au moins comparable avec un risque d’hémorragie grave réduit, sans recours à une surveillance biologique,.
Actuellement, il existe trois modalités non mutuellement exclusives de traitement de l’HTP-TEC (Figure 2).
La chirurgie d’endartériectomie pulmonaire est le traitement de choix quand le patient est jugé opérable. Cette intervention consiste en l’extraction du matériel situé dans les artères pulmonaires lobaires ou segmentaires par un chirurgien expérimenté. L’intervention chirurgicale nécessite d’ouvrir la cage thoracique (sternotomie), de placer le patient en circulation extra-corporelle et temporairement en hypothermie et arrêt circulatoire. La mortalité intra-hospitalière de ce type d’opération est inférieure à 5%. Dans de rares cas, la chirurgie est mise en échec et une transplantation pulmonaire est alors discutée chez les patients éligibles. Cependant, de manière générale, cette chirurgie est très efficace, permettant de diminuer considérablement la pression artérielle pulmonaire moyenne, voire de la normaliser, et d’améliorer la qualité de vie des patients avec une survie de 90% à 3 ans. Dans 50% des cas, les pressions ne diminuent pas suffisamment et le recours aux angioplasties pulmonaires et/ou au traitement vasodilatateur est alors discuté.
Les angioplasties pulmonaires par ballonnet sont réalisées par voie percutanée (ponction de la veine fémorale), à raison de plusieurs séances qui consistent à introduire un guide dans les artères pulmonaires de moyen et petit calibre qui sont occluses, d’y gonfler un ballonnet et de restaurer ainsi le flux sanguin. Des complications peuvent survenir mais tendent à s’améliorer avec l’expérience de l’opérateur avec des lésions vasculaires secondaires au geste qui sont de l’ordre de 10% (saignement pulmonaire, hémoptysies, lésion artérielle pulmonaire…) et un risque de mortalité inférieur à 3% dans les centres experts. La survenue de complications de l’angioplastie est corrélée à la sévérité de l’hypertension pulmonaire avant l’intervention (pression artérielle pulmonaire moyenne et résistances vasculaires pulmonaires).
Un seul médicament vasodilatateur administré par orale est actuellement approuvé dans le traitement de l’HTP-TEC. Il s’agit du riociguat, un stimulateur de la guanylase cyclase. Le tréprostinil sous-cutané est également approuvé en Europe dans cette indication. Quelques études randomisées suggèrent l’efficacité d’autres médicaments vasodilatateurs par ailleurs approuvés dans le traitement de l’hypertension artérielle pulmonaire, notamment les antagonistes des récepteurs de l’endothéline par voie orale, mais ces médicaments ne sont pas approuvés dans cette indication. A l’instar des traitements de l’HTAP, une association de deux médicaments est proposée dans les formes plus sévères d’HTP-TEC pour diminuer davantage les résistances vasculaires.
De nos jours, une approche multimodale (endartériectomie, angioplasties et médicaments) est utilisée dans certains centres experts afin d’intervenir sur les différents types de lésions vasculaires (macro et microvasculopathie) à l’origine de l’HTP-TEC. La temporalité de ces différents traitements reste toutefois à définir et à discuter au cas par cas.